# 타오청구

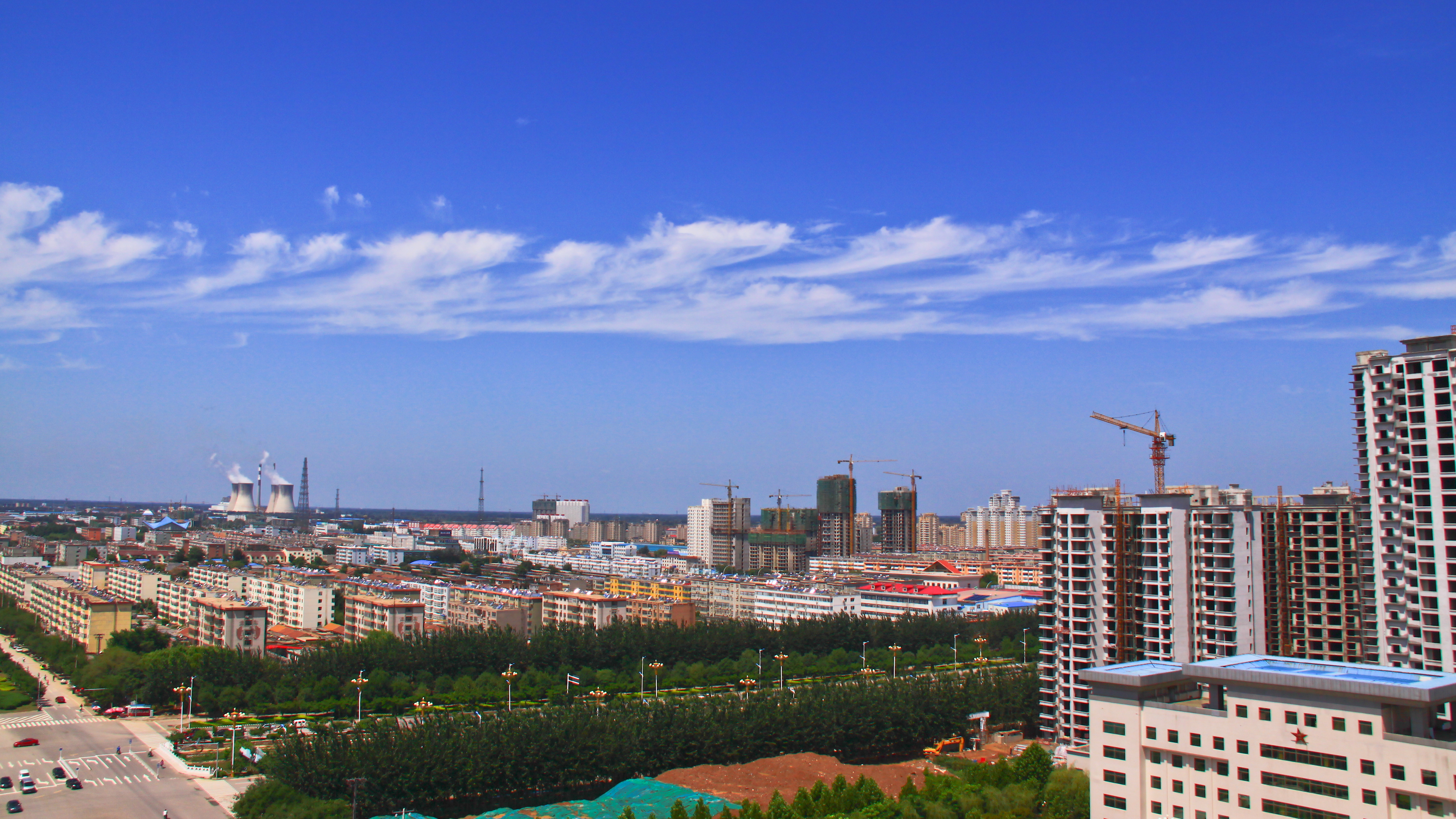

타오청구(한국어: 도성구, 중국어: 桃城区, 병음: Táochéng Qū)는 중화인민공화국 허베이성 헝수이 시의 행정구역이다. 넓이는 590km2이고, 인구는 2007년 기준으로 470,000명이다.

## 행정 구역
4개 가도, 2개 진, 4개 향을 관할한다.
- 가도辦事處: 河西街道, 河东街道, 路北街道, 中华街道.
- 진: 郑家河沿镇, 赵圈镇.
- 향: 何家庄乡, 大麻森乡, 邓庄乡, 彭杜村乡.